# 田中邸のムク
- 枚方田中邸のむく

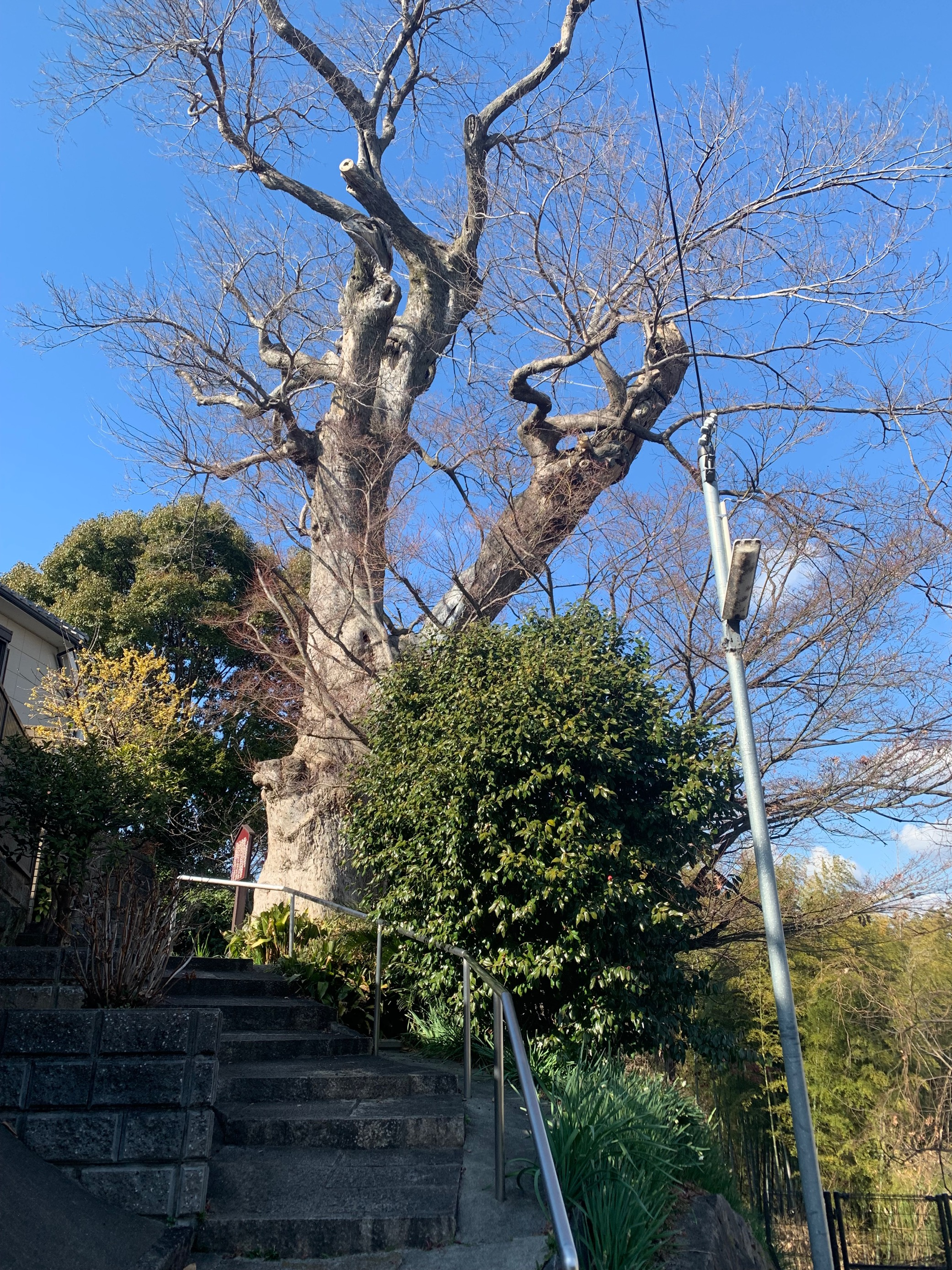
枚方田中邸のむく

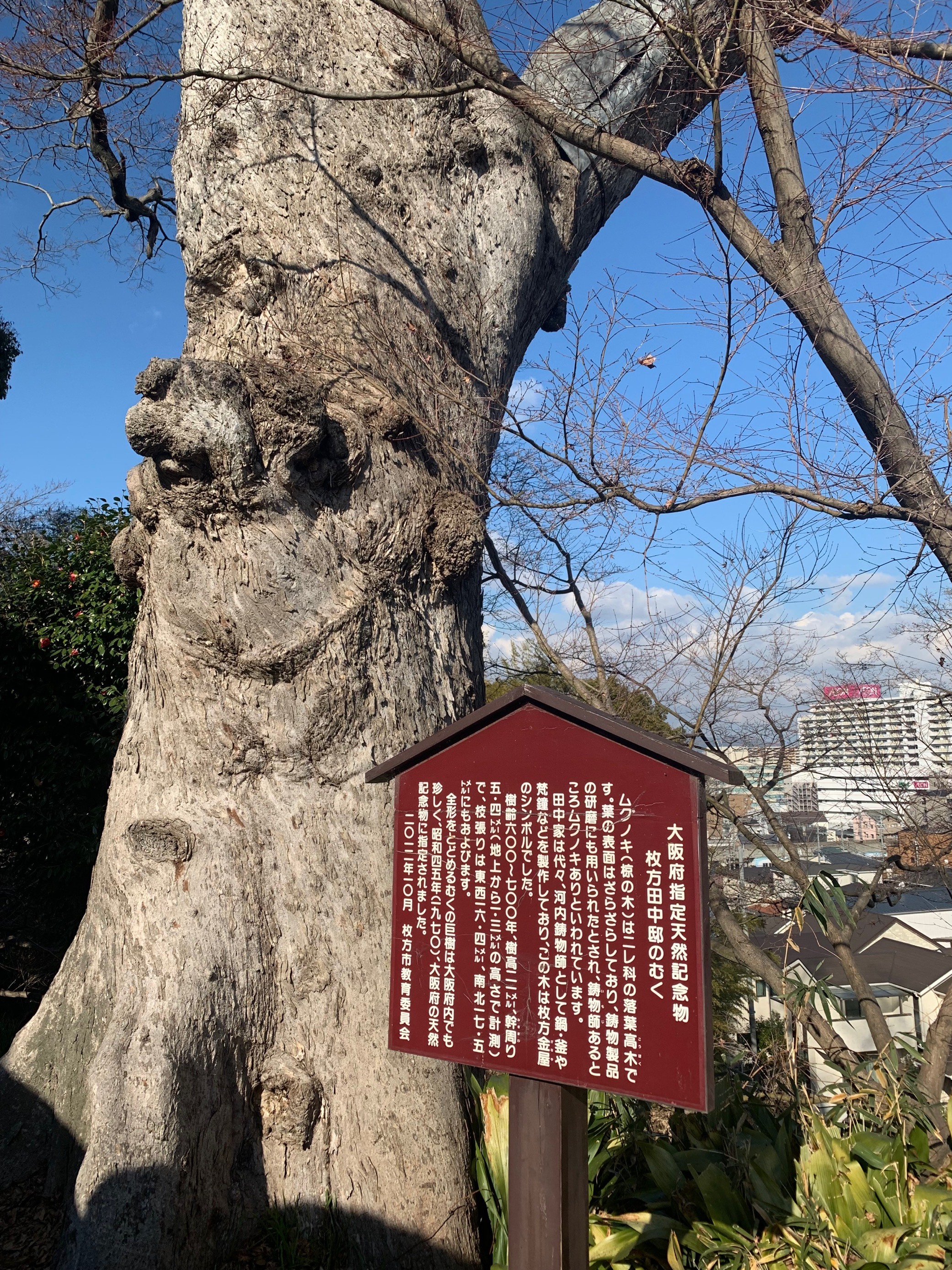
正面から見たムクノキ

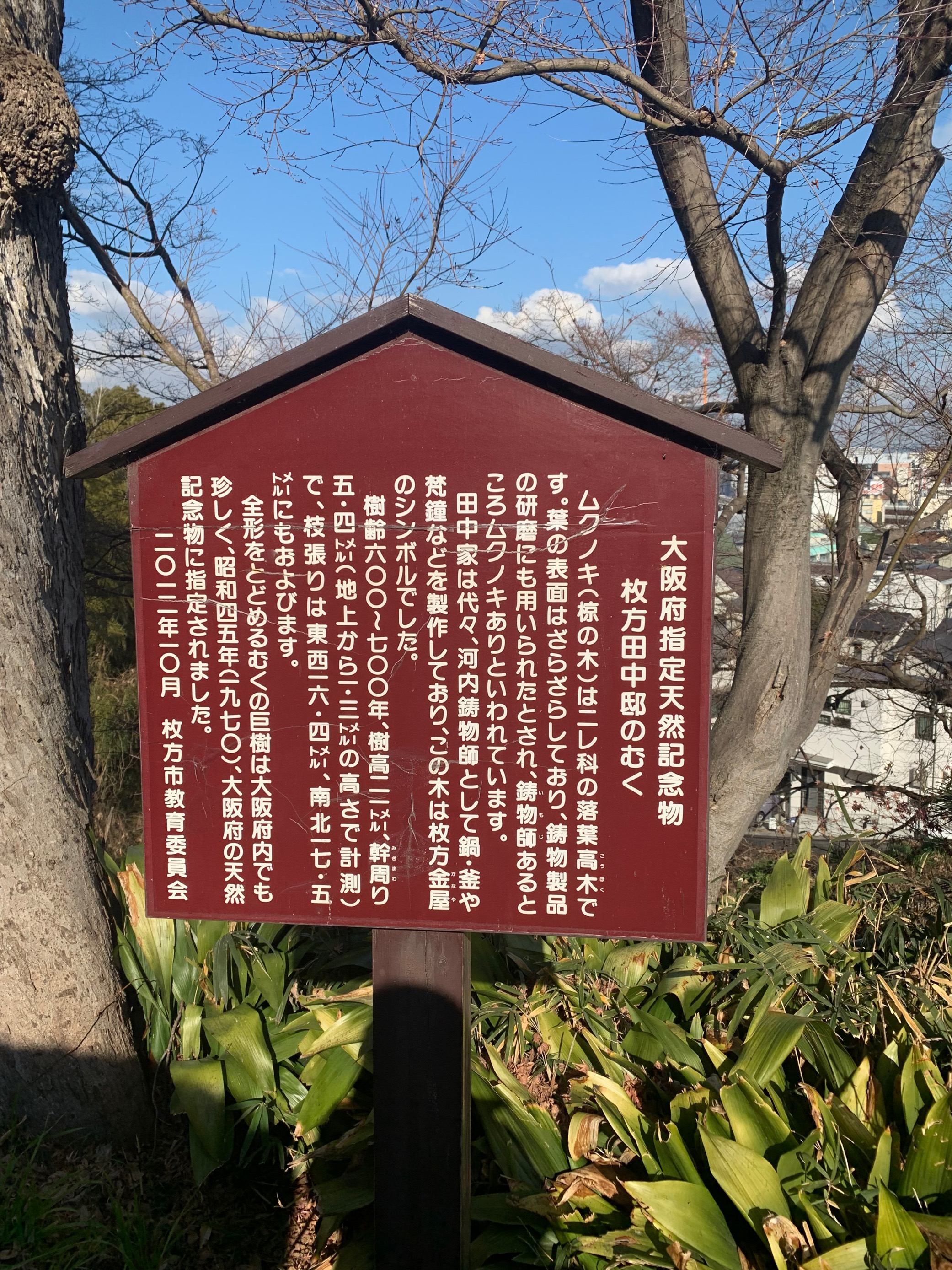
枚方市の立て看板

田中邸のムク（たなかていのムク）は、大阪府枚方市にある大阪府指定天然記念物のムクノキ。

## 概要
昭和45年（1970）に大阪府の天然記念物に指定された。 高さ約21メートル、幹周は5.4メートル（地上から1.3メートルの高さで計測）で、根張りは東西16.4メートル、南北17.5メートルにもおよぶ。2012年時点（平成24）で樹齢は約600～700年と推定される。所在地は枚方市上之町。

## 歴史
河内枚方の鋳物師として1300年続いている田中家のムクノキ（椋の木）。
田中家は、江戸時代も北河内（現枚方市枚方上之町）で唯一、正式に営業を許可された鋳物師（いもじ）であり、公家の真継家から「河内国左右惣官鋳物師」に任ぜられ、河内の鋳物師を統率する由緒ある鋳物師として認められていた。田中家は、鍋・釜や渚院跡の梵鐘などを製作しており、 このムクノキの葉を鋳物製品の研磨に使用したという。